# Lepidaploa tenella
Lepidaploa tenella là một loài thực vật có hoa trong họ Cúc. Loài này được (D.L.Nash) H.Rob. mô tả khoa học đầu tiên năm 1990.